# Owen-Maschinenpistole
Die Owen-Maschinenpistole war eine australische Infanteriewaffe. Sie war während des Zweiten Weltkrieges vor allem bei den Streitkräften des Landes im Einsatz.

## Geschichte

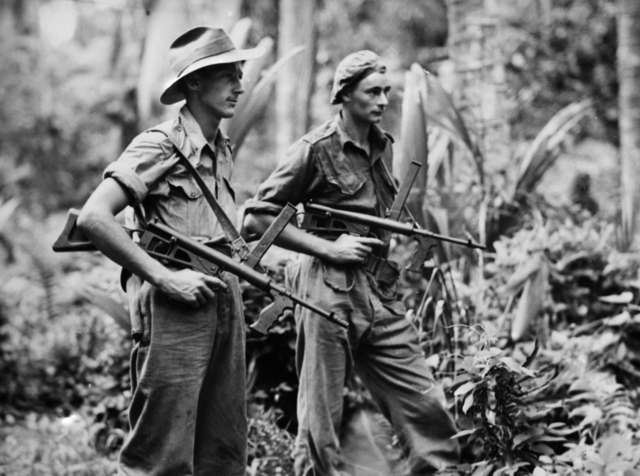
Australische Soldaten im April 1945 auf Neubritannien mit Owen-Maschinenpistolen

Als sich zum Anfang der 1940er-Jahre die Spannungen im pazifischen Raum immer mehr erhöhten, sah sich Australien gezwungen, die Ausrüstung der Armee den Erfordernissen anzupassen. Das Arsenal entsprach dem, was Großbritannien im Ersten Weltkrieg zur Verfügung gestanden hatte, moderne Waffen wie Maschinenpistolen fehlten weitgehend. Hoffnungen, dass Großbritannien Waffen wie die Sten Gun liefern würde, erfüllten sich aufgrund dessen eigener angespannter Lage nicht. Letztendlich rüstete sich Australien mit der Entwicklung Evelyn Owens aus, dessen Entwürfe bisher als untauglich abgewiesen worden waren.
Während des Zweiten Weltkrieges wurden einige Exemplare der Owen-MP von der Wehrmacht erbeutet und unter der Bezeichnung MP 752 (e) geführt.

## Technik
Die Owen-MPi ist eindeutig durch die Magazinzuführung von oben zu erkennen. Obgleich von ungewöhnlicher Erscheinung und erst spät in den Truppendienst aufgenommen, war die Owen keine improvisierte Notkonstruktion. Das Anbringen des Magazins oben sollte die Magazinfeder entlasten und für zuverlässige Munitionszufuhr sorgen. Ladehemmungen waren bei der Owen selten, unter anderem auch wegen der schmutzgeschützten Konstruktion des Schlosses. Dagegen war ein Visier entlang der Laufachse nun nicht mehr möglich, es wurde leicht nach rechts versetzt. Die ursprüngliche Version Mk1/42 wog im geladenen Zustand fast 5 kg und war damit eindeutig zu schwer. Erst später wurde mit vereinfachter Metallprägetechnik die Fertigung vereinfacht und die Exemplare leichter. Nach dem Krieg verblieben Waffen des Modells noch bis in die 1960er-Jahre im Arsenal der australischen Armee.